# 迪亚丽卡·汉比
迪亚丽卡·玛丽·汉比（英語：Dearica Marie Hamby，1993年11月6日—），美国女子篮球运动员，2023年美洲杯三人篮球赛女子金牌得主、2024年夏季奥林匹克运动会女子三人篮球铜牌得主。
2023年12月汉比加盟WCBA北京女篮。

## 外部連結
- 迪丽卡·汉比在fiba.basketball（英语）
- 迪丽卡·汉比在fiba3x3.com（英语）
- 迪丽卡·汉比在WNBA（英语）
- 迪丽卡·汉比在Basketball-Reference.com（WNBA）（英语）
- 迪丽卡·汉比在Sports-Reference.com（NCAA）（英语）
- 迪丽卡·汉比在Eurobasket.com（球員）（英语）
- 迪丽卡·汉比在Proballers（英语）
- 迪丽卡·汉比在Olympics.com（英语）